# Dżubb Hamad asz-Szallal
Dżubb Hamad asz-Szallal (arab. جب حمد الشلال) – wieś w Syrii, w muhafazie Aleppo. W 2004 roku liczyła 1188 mieszkańców.